# روبرت بريستون
روبرت بريستون (بالإنجليزية: Robert Preston Meservey )‏ (و. 1918 – 1987 م) هو ممثل مسرحي، وممثل أفلام أمريكي، ولد في ماساتشوستس، توفي عن عمر يناهز 69 عاماً، بسبب سرطان الرئة.

## جوائز وترشيحات
حصل على جوائز منها:
جوائز
- جائزة توني عن فئة أفضل ممثل في مسرحية موسيقية [الإنجليزية]‏ (1958)
- جائزة توني عن فئة أفضل ممثل في مسرحية موسيقية [الإنجليزية]‏ (1967)

ترشيحات
- جائزة الأوسكار لأفضل ممثل مساعد، عن عمل: فيكتور فيكتوريا (1982)
- جائزة توني عن فئة أفضل ممثل في مسرحية موسيقية [الإنجليزية]‏ (1975)

ترشح لـ:
- جائزة الأوسكار لأفضل ممثل مساعد، عن عمل: فيكتور فيكتوريا (1982)
- جائزة توني عن فئة أفضل ممثل في مسرحية موسيقية  [لغات أخرى]‏ (1975).

## وصلات خارجية
- روبرت بريستون على موقع IMDb (الإنجليزية)
- روبرت بريستون على موقع الموسوعة البريطانية (الإنجليزية)
- روبرت بريستون على موقع ألو سيني (الفرنسية)
- روبرت بريستون على موقع ميوزك برينز (الإنجليزية)
- روبرت بريستون على موقع تيرنر كلاسيك موفيز (الإنجليزية)
- روبرت بريستون على موقع أول موفي (الإنجليزية)
- روبرت بريستون على موقع قاعدة بيانات برودواي على الإنترنت (الإنجليزية)
- روبرت بريستون على موقع قاعدة بيانات برودواي على الإنترنت (الإنجليزية)
- روبرت بريستون على موقع قاعدة بيانات الأفلام السويدية (السويدية)
- روبرت بريستون على موقع إن إن دي بي (الإنجليزية)